# Шиловская (Вельский район)
Шиловская — деревня в Вельском районе Архангельской области России. Находится на юге области, и юго-востоке Вельского района. Входит в состав муниципального образования «Усть-Вельское».

## География
Населённый пункт находится в 7 км на юг от районного центра, города Вельск по федеральной автомобильной дороге М8, на правом берегу реки Пежма. Ближайший населённый пункт  — деревня Погореловская на расстоянии не более одного километра. А восточнее, в одном километре расположена деревня Фоминская-2, через реку Шавшуга.
Расстояние до города Архангельск по железной дороге 520 км от станции 100-й км, до которой 6 км по автомобильной дороге. До Архангельска по автомобильной дороге можно добраться по автодороге М8. С деревни Шиловская до Архангельска по прямой линии 400 км.

## Экономика
У въезда в деревню по трассе М-8, со стороны города Вельск, расположен пост ГИБДД.
Предприятия, расположенные на территории деревни (со среднесписочной численностью работников) на 1 января 2014 года:
- ОАО "Агрофирма Вельская" (52).

## История
Указана в «Списке населённых мест по сведениям 1859 года» в составе Вельского уезда(1-го стана) Вологодской губернии под номером «1833» как «Шиловское(Ивашевица)». Насчитывала 26 дворов, 102 жителя мужского пола и 104 женского.
В материалах оценочно-статистического исследования земель Вельского уезда упомянуто, что в 1900 году в административном отношении деревня входила в состав Заручевского сельского общества Никифоровской волости. На момент переписи в селении Шиловская(Ивашевица) находилось 54 хозяйства, в которых проживало 154 жителей мужского пола и 151 женского.

## Население
| 2002 | 2010 | 2012 | 2014 |
| ---- | ---- | ---- | ---- |
| 339  | ↗354 | ↗405 | →405 |

Численность населения деревни, по данным Всероссийской переписи населения 2010 года, составляла 354 человека.